# Asticta cucullata
Asticta cucullata là một loài bướm đêm trong họ Erebidae.